# Марчанизе
Марчанѝзе (на италиански: Marcianise) е град и община в Южна Италия, провинция Казерта, регион Кампания. Разположен е на 33 m надморска височина. Населението на общината е 40 323 души (към 2010 г.).